# Harcourt Island
Harcourt Island ist eine kleine Insel vor der Nordküste Südgeorgiens. Sie liegt unmittelbar östlich des Marie Point am Nordrand der Einfahrt zur Royal Bay.
Das UK Antarctic Place-Names Committee benannte sie 1971 nach dem Kap Harcourt am östlichen Ende der Insel, dessen Namensgeber nicht überliefert ist.